# Авербах, Александр Михайлович
Александр Михайлович Авербах (22 апреля 1933, Москва — 2006) — советский и российский сценограф

, фалерист, заслуженный деятель искусств Российской Федерации (1993). Кавалер Ордена Почёта (2003)

## Биография
Сын акушера-гинеколога, декана лечебного факультета 2-го Московского медицинского института Михаила Михайловича Авербаха (1902—1955), внук офтальмолога, статского советника, академика АН СССР Михаила Иосифовича Авербаха. Сводный брат — доктор медицинских наук, профессор Михаил Михайлович Авербах (1925—1995), патологоанатом и иммуноморфолог, заслуженный деятель науки РСФСР.
В 1956 году окончил Театральное училище имени Щукина (педагоги С. Н. Ахвледиани и Г. А. Фёдорова). Оформлял спектакли в театрах Москвы и провинциальных театрах. Главный художник в театрах: мимики и жеста (1963—1968), Московском Первом областном драматическом театре (1968—1973), театре имени Рубена Симонова (с 1992 года). Работал в Москонцерте (1973—1992).
Преимущественные принципы оформления — единая декорационная установка, лаконичность, приверженность выразительной метафоре.
Занимался изучением наград, был коллекционером фалеристики, автор книги «Истории о наградах. „В сиянье звёзд…“» (2008).

## Творчество
- 1957 — «Город на заре» А. Н. Арбузова (костюмы)
- 1958 — «Винтовки Терезы Каррар» Б. Брехта
- 1958 — «Такая любовь» П. Когоута (Студенческий театр МГУ)[4]
- 1959 и 1975 — «Маленькие трагедии» А. С. Пушкина (совместно с Н. Н. Эповым, театр имени Вахтангова, режиссёр Е. Р. Симонов)[5]
- 1962 — «Убежавшие с портрета» А. Р. Барского и Ю. Г. Доброленского (Театр им. Ленинского комсомола)

Московский театр мимики и жеста
- 1964 — «Лев Гурыч Синичкин» Д. Т. Ленского
- 1964 — «Коварство и любовь» Ф. Шиллера
- 1967 — «Двенадцатая ночь» У. Шекспира

Московский Первый областной драматический театр
- 1969 — «Дурочка» Лопе де Вега
- 1970 — «Человек и джентльмен» Э. Де Филиппе
- 1971 — «Три сестры» А. П. Чехова
- 1972 — «Подвал» Ж. Ануя

Московский драматический театр имени Рубена Симонова
- 1992 — «Деревья, вырванные с корнем» А. Лидорикиса
- 1992 — «Смеяться, право, не грешно» по А. П. Чехову
- 1995 — «Мой бедный Марат» А. Н. Арбузова
- 1997 — «Старинные русские водевили» Ф. А. Кони, В. И. Савинова
- 1999 — «Козлёнок в молоке» по роману Ю. Полякова